# Types de béton

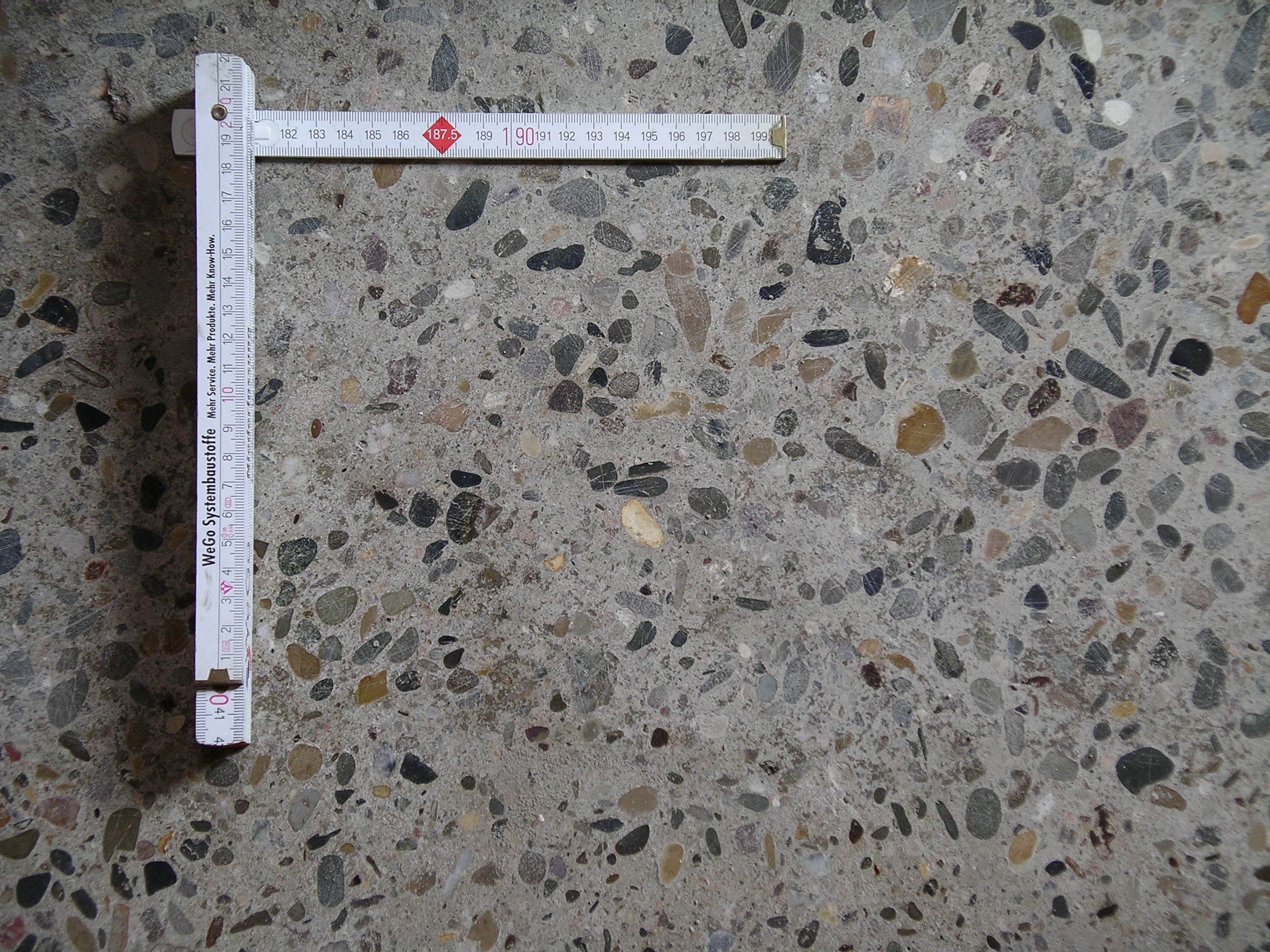
Aspect hétérogène de la surface d'un béton de ciment, appelé communément béton, et constitué de ciment, d'eau et de granulats fins (sable) et grossiers (graviers).

Le béton est un assemblage de matériaux de nature généralement minérale. Il met en présence des matières inertes, appelées granulats ou agrégats (graviers, gravillons, sables, etc.), et un liant (ciment, bitume, argile), c'est-à-dire une matière susceptible d'en agglomérer d'autres ainsi que des adjuvants qui modifient les propriétés physiques et chimiques du mélange. Mêlé à de l'eau, on obtient une pâte, à l'homogénéité variable, qui peut, selon le matériau, être moulée en atelier (pierre artificielle), ou coulée sur chantier. Le béton de ciment « fait prise », c'est-à-dire qu'il se solidifie (phénomène improprement dénommé « séchage » : l'eau ne s'évacue pas, elle réagit avec les autres composants du ciment pour former une roche solide).
- Lorsque l'argile est employée, on parle traditionnellement de « pisé », de « torchis » ou, plus récemment, de « béton de terre »[2], probablement le plus ancien de tous les bétons.
- Lorsque le ciment est employé comme liant, on obtient un « béton de ciment ». Lorsque les granulats utilisés avec le liant hydraulique se réduisent à des sables, on parle alors de mortier. On peut largement optimiser la courbe granulaire du sable, auquel cas on parlera de « béton de sable ».
- Un liant hydrocarboné (bitume) peut également être utilisé, ce qui conduit à la fabrication du « béton bitumineux ».
- Une nouvelle classe de béton émerge qui prend le nom de géopolymère. La géopolymérisation remplace la chaux par des bases plus puissantes comme la potasse ou la soude qui réagissent avec les argiles pour former une matrice vitreuse qui lie les grains entre eux[3].

L'art de la maçonnerie dispose de tout un vocabulaire plus précis pour désigner différents type de bétons, selon leur composition (dont la taille des granulats, sable et gravier), leur usage, l'époque et les circonstances : le coulis (ciment, eau et adjuvants), le mortier (ciment, sable, eau et adjuvants éventuels), le béton (ciment, sable, gravier, eau et adjuvants éventuels),. On peut dire que les coulis et mortiers sont des cas particuliers simplifiés du béton, ou que le béton est un cas particulier de mortier.
Le béton de ciment associé à de l'acier pour reprendre les efforts de traction permet d'obtenir le béton armé ; associé à des fibres, il est connu sous l'appellation de béton fibré. A l'heure actuelle, le « béton » est l'un des matériaux de construction les plus utilisés au monde (deux tiers des habitations neuves dans le monde). C'est aussi le deuxième matériau minéral le plus utilisé par l'homme après l'eau potable : 1 m3 par an et par habitant. Son utilisation énergivore est source de multiples dégradations de l'environnement : la production du clinker entrant dans la composition des liants est responsable d’approximativement 5 % des émissions de gaz à effet de serre (GES) anthropiques, principaux responsables du réchauffement climatique. De plus, la quête perpétuelle d’agrégats adaptés dont le sable, a conduit à la surexploitation de 75 % des plages de la planète, détruisant nombre d'écosystèmes littoraux.
Le béton de terre est un matériau qui a mal survécu à la révolution industrielle. Son usage est motivé par des raisons économiques (matériau gratuit disponible à même le sol), écologiques (ne nécessitant pas de processus chimiques de transformation énergivore ou polluant et ne générant pas de déchets indésirables) et politiques : n'intéressant ni l'industrie — car pas de processus de transformation complexe —, ni le commerce, à cause de sa disponibilité immédiate, il est une option notamment pour les pays du tiers-monde, soucieux d'indépendance, d'autonomie et d'autosuffisance.

## Histoire
Le mot betun au sens de mortier est attesté dans le Roman de Troie (vers 1160-1170). Béton désigne d'abord (1636) une maçonnerie de chaux vive, gros gravier, blocailles, et cailloux, dont on fonde les bâtiments. Philibert Monet le traduit par le terme latin opus signinum dont la description originale est donnée par Vitruve au Ier siècle av. J.-C., sorte de bétonnage constitué de chaux, de sable et d'éclats de pierre, exempt de tuileaux, dont la compacité était obtenue au terme d’un damage intensif. Il était en particulier employé dans des ouvrages de citerne.

« Le béton se pétrifie dans la terre et devient dur comme roc. »

### L'argile

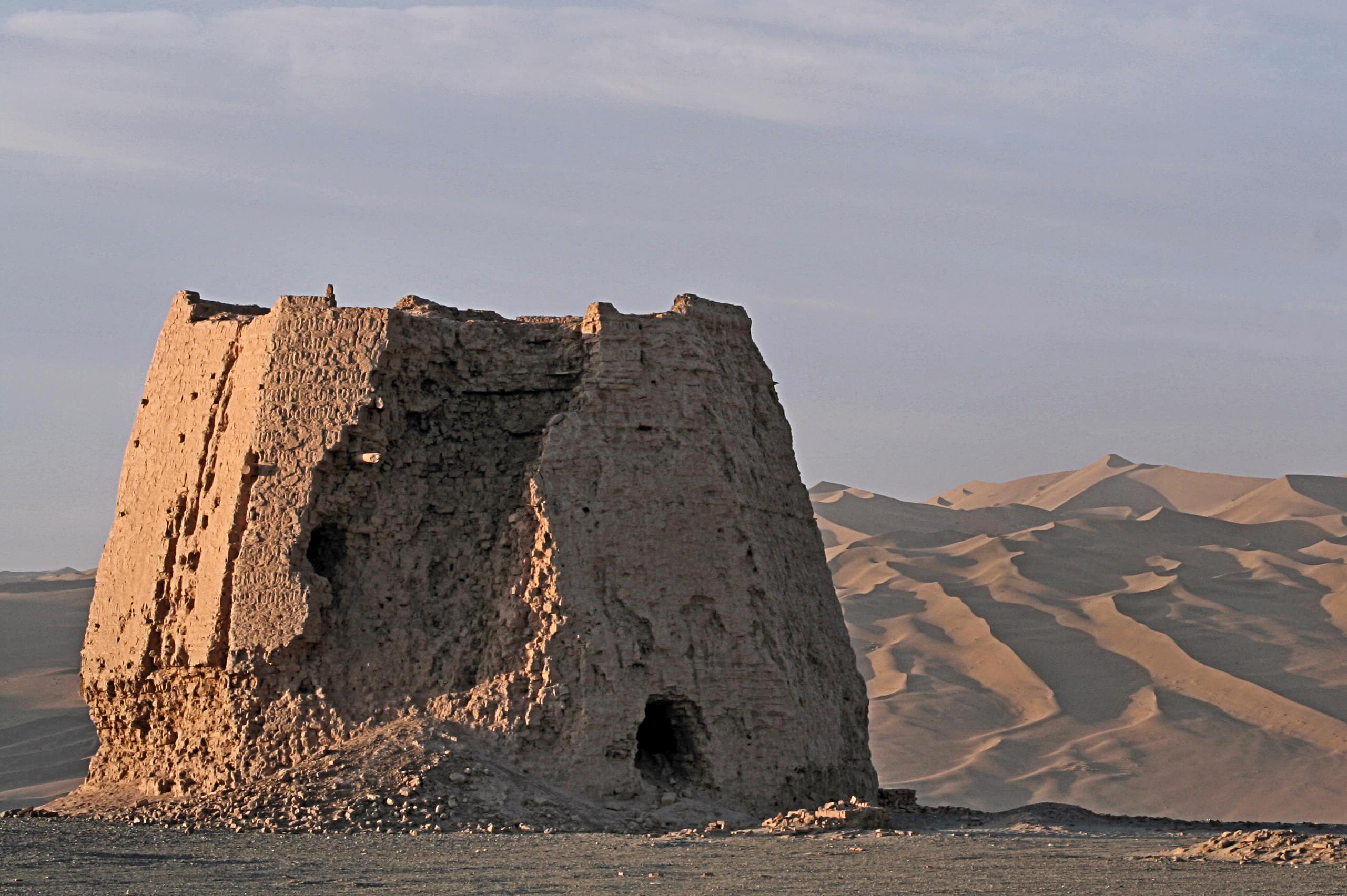
Vestige de la dynastie Han, Dunhuang, province Gansu (206 av. J.-C. à 220 ap. J.-C.) Pisé.

Dans une définition plus large des bétons, les ouvrages de terre crue sont considérés comme étant des bétons. Le béton de terre est le premier de tous les bétons.
L'argile, ou à défaut une terre argileuse, sous la couche d'humus (les anciens parlaient de « terre franche » sous la terre végétale) est présente dans beaucoup de sols, et constitue un mortier (voir l'article mortier de terre) qui peut être facilement mis en œuvre par moulage dans des techniques de brique de terre crue ou de banchage.
Les premières cités découvertes dans l'ancienne Mésopotamie étaient construites en terre crue, avant même l'invention de l'écriture. Ce matériau se dégradant plus rapidement que la pierre, il existe peu de vestiges aussi marquants que les pyramides d'Égypte. Ainsi, le Moyen-Orient et l'Asie centrale comptent de nombreux sites exceptionnels tels que Tchoga Zanbil (Iran), Mari (Syrie), Shibam (Yémen) ou Merv (Turkménistan).

### La chaux
On voit par la suite la chaux associée à d'autres matériaux. La première utilisation du ciment remonte à l'antiquité égyptienne. En effet, un des mortiers les plus anciens, composé de chaux, d’argile, de sable et d’eau, fut utilisé dans la conception de la pyramide d'Abou Rawash, érigée aux alentours de 2600 av. J.-C., sous la IVe dynastie, mais également pour d’autres ouvrages.

### La Rome antique et l’opus caementicium

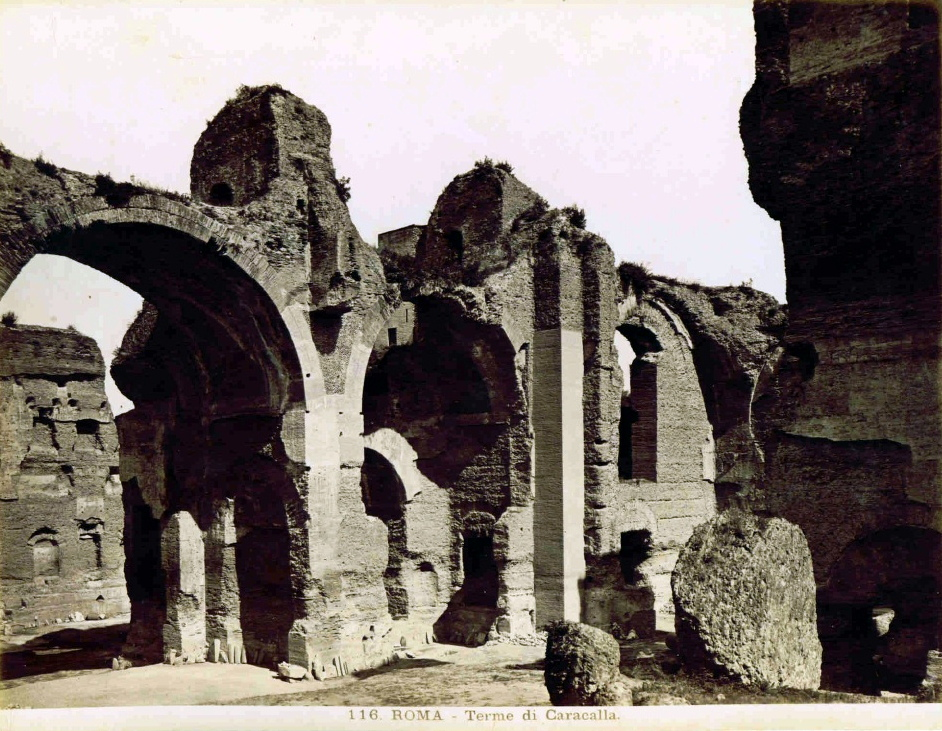
Thermes de Caracalla, opus caementicium, 216 apr. J.-C.

Vers le Ier siècle apr. J.-C., la Rome antique reprend cette technique en l’améliorant avec l’incorporation de sable volcanique de Pouzzoles ou de tuiles broyées. La pouzzolane est associée à la chaux et maçonnée à des matériaux tout venant, les caementa. Elle forme une sorte de béton extrêmement résistant puisque beaucoup de bâtiments construits dans ce matériau présentent des vestiges encore debout. Comme le dit Vitruve dans son De architectura (livre II, chapitre 6), le mortier peut résister à l'eau et même faire prise en milieu très humide. Cette qualité est due à la présence d'une grande quantité de silicate d'alumine. En ajoutant à la chaux aérienne de la pouzzolane ou des tuileaux concassés, on la transforme artificiellement en chaux hydraulique. Ce n'est qu'en 1818 que Louis Vicat expliquera les principes de cette réaction, dans sa théorie de l'hydraulicité.
L’opus caementicium est une maçonnerie de blocage, un conglomérat souvent réalisé entre deux parois de petit appareil. Il permet de réaliser les volumes considérables de maçonnerie des aqueducs, ponts, basiliques, etc. Ce système constructif est performant, économique, rapide, et ne nécessite aucune qualification de la main-d'œuvre, une bonne partie des matériaux étant employés sans préparation préalable.
Le Panthéon de Rome est ainsi réalisé dans une sorte de béton.
En souvenir de l'usage qu'on fit de la pouzzolane, les cendres volantes silico-alumineuses issues de la combustion des charbons schisteux brûlés en centrale thermique, employées dans la confection des ciments contemporains, sont appelées également « pouzzolane », de même que tous les matériaux et roches aux vertus pouzzolaniques.
La technique du béton, diffusée dans la Gaule romaine, est encore employée au début du Moyen Âge, même si elle est progressivement moins utilisée, au profit d'autres techniques, en particulier certains mortiers, ou des éléments plus décoratifs. Des exemples de sols en béton ont été observés par les archéologues dans des édifices de la fin du Xe siècle.
Puis les artisans dédaignent cette pierre factice et oublient son usage. C'est seulement à partir des Lumières que quelques savants s'y intéressent à nouveau.

### La révolution industrielle et la chaux hydraulique
Du temps de Bernard Forest de Bélidor (XVIIIe siècle), on faisait dans l'eau beaucoup de fondations avec des pierres qu'on jetait à l'endroit où on voulait établir des bases ; on plaçait avec ces pierres du mortier susceptible de durcir dans l'eau (qu'on obtient alors toujours par un mélange de chaux aérienne, de tuileaux ou de pouzzolane, et de sable). On donnait le nom de « béton » à ce mortier et cette manière de fonder s'appelait « fondation à pierres perdues ». Cette méthode avait le grand inconvénient d'exposer à mettre trop de mortier à certains endroits et pas assez à d'autres puisque lorsqu'on fondait à une grande profondeur sous l'eau, la mauvaise visibilité empêchait de bien distribuer le mortier. Le versement du béton sous l'eau se faisait par différentes méthodes : trémies, caisses fermées pour éviter que le mortier soit délavé le temps de son immersion, etc.,. Par la suite, Vicat donna le nom de « mortier hydraulique » à celui qui a la propriété de durcir dans l'eau (Vicat le nomme aussi « béton », mais il entrevoit qu'il conviendrait de donner ce nom uniquement au mortier hydraulique dans lequel on a introduit des cailloux ou de la pierraille). On a par la suite donné le nom de « béton » uniquement au mélange de ce mortier avec des pierres concassées. « Ainsi le béton n'est autre chose qu'une maçonnerie faite avec de petits matériaux ; et en faisant sur terre le mélange du mortier hydraulique avec les pierres concassées on a le grand avantage d'obtenir dans l'eau un massif bien homogène. On forme ainsi une maçonnerie très dure si le mortier hydraulique que l'on a fait est de bonne qualité. On voit donc que la qualité du béton dépend principalement de celle du mortier hydraulique ».

### La révolution industrielle et le ciment Portland

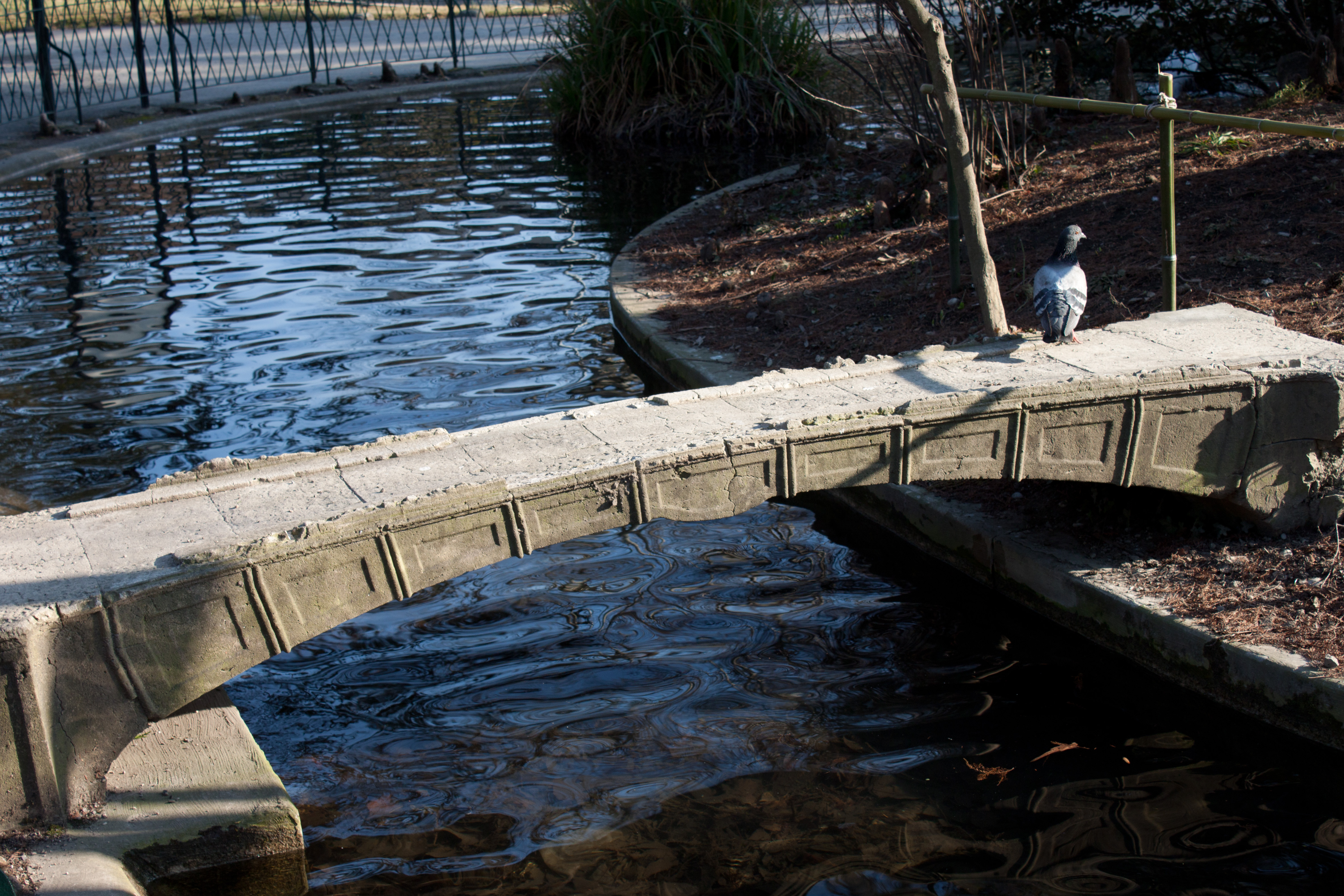
Le pont du Jardin des plantes de Grenoble, un des premiers ouvrages au monde en béton de ciment coulé, construit en 1855 par Joseph et Louis Vicat.

L'opinion généralement admise dans la seconde moitié du XVIIIe siècle est que c'est l'argile qui donne à la chaux la propriété singulière de durcir dans l'eau. L’Anglais John Smeaton l'expérimente dans la construction du phare d'Eddystone. Jusqu'au début du XIXe siècle, la manière de faire le mortier, qui a presque toujours été abandonnée aux ouvriers, est l'objet de nouvelles expérimentations, éclairées par les progrès récents de la chimie, qui a été promue en science exacte. En 1796, James Parker découvre sur l'île de Sheppey, en Grande-Bretagne, un calcaire suffisamment argileux pour donner après une cuisson à 900 °C un ciment naturel à prise rapide qui est commercialisé sous la marque Ciment romain. Le ciment prompt est de même nature. Côté français, en 1818, Louis Vicat, ingénieur de l'École nationale des ponts et chaussées, expérimente les chaux hydrauliques et la possibilité de les fabriquer de manière artificielle. Sous son impulsion, en France, l'usage des chaux hydrauliques et ciments naturels se généralise et, à partir des années 1850, les ciments artificiels surcuits au nom de ciment Portland[pas clair]. Toutefois, le nom de Portland vient du brevet déposé en 1824 par le briquetier Joseph Aspdin, « ciment de Portland », pour sa chaux hydraulique à prise rapide.
C’est dans les années 1830 que l’on voit apparaître les premiers développements de ce matériau, avec notamment la construction d’une maison de trois étages en béton à Montauban, par l'entrepreneur François-Martin Lebrun, puis, à partir de 1852, le béton-pisé ou béton-aggloméré de l’industriel François Coignet. À la même époque, Joseph Lambot, puis Joseph Monier, développent les ciments armés, amenés à devenir bétons armés sous l'impulsion de François Hennebique, ou encore de l'architecte et entrepreneur Auguste Perret au début du XXe siècle. Ce dernier déclare : « Faisant au béton l'honneur de le tailler, de le boucharder, de le ciseler, nous avons obtenu des surfaces dont la beauté ferait trembler les tailleurs de pierre ».
L'architecte Tony Garnier préconise l’usage du béton de mâchefer et le nouveau béton armé pour les travaux que lui confie le maire de Lyon Édouard Herriot ; il y réalise notamment le quartier des États-Unis. Pour sa part, Le Corbusier affirme dans sa charte d'Athènes : « Le béton est un matériau qui ne triche pas ».
En 1929, c’est Eugène Freyssinet, ingénieur français, qui va révolutionner le monde de la construction en inventant le béton précontraint.
Pendant la Seconde Guerre mondiale, l'architecte nazi Fritz Todt utilise 17 millions de cubes d’Eisenbeton pour bâtir le mur de l'Atlantique. Après le conflit, il faut reloger rapidement les populations dont les habitations ont été détruites et reconstruire des villes rasées comme Le Havre ou Lisieux ; le béton est alors utilisé. De la même façon, le développement des grands ensembles lors des Trente Glorieuses (qui sont cependant rapidement décriés) et la démocratisation du tourisme dans les stations balnéaires comme La Grande-Motte mobilisent ce matériau.
La célèbre scène d'ouverture du film Mélodie en sous-sol (1961) d'Henri Verneuil évoque les transformations des villes par le béton. Sorti de prison, le personnage joué par Jean Gabin revient à Sarcelles pour trouver, décontenancé, sa maison entourée par des immeubles de béton : « Merde alors. […] Et dire que j'avais acheté ça pour les arbres et puis pour les jardins. Ils appelaient ça la zone verte ! ».
À la fin des années 1980, on voit apparaître les bétons hautes performances et par la suite, de nouvelles grandes innovations vont voir le jour avec notamment les bétons autoplaçants (BAP) et les bétons fibrés à ultra hautes performances (BFUP).
Le béton de ciment est, à l'heure actuelle, le matériau de construction le plus utilisé au monde.

## Les bétons

### Béton de terre
La désignation « béton de terre » est récente, ce matériau est plus connu sous les termes traditionnels de pisé ou de torchis.
Les matériaux de base d'un béton de terre sont : l'argile (la plus pure est le kaolin), sable, gravier, eau. Grâce à sa cohésion interne, l'argile joue le rôle de liant, le gravier et le sable sont le squelette interne, l'eau est le lubrifiant. Le béton de terre n'a cependant pas de résistance mécanique suffisante pour autoriser des applications structurales.
L'argile, qui est susceptible de présenter des variations de volume en cas de modification de la teneur en eau, peut être stabilisée par adjonction de ciment Portland, chaux, d'armatures végétales (paille sèche coupée, chanvre, sisal, fibres de feuilles de palmier, copeaux de bois, écorces), par adjonction d'asphalte, d'huile de coco, etc., pour assurer l'imperméabilisation, par traitement chimique (chaux, urine de bestiaux, etc.), géopolymérisation, etc..
Le béton de terre est mis en œuvre dans les techniques de torchis (sur pan de bois et clayonnage ou dans la technique du pisé), de bauge, de brique de terre crue (ou adobe) ou dans les briques moulées mécaniquement, etc.

### Béton de chaux
Dans le cas du béton de chaux, c'est la chaux hydraulique qui sert de liant. Ce type de béton est notamment utilisé pour réaliser des dalles.

### Béton de ciment
Le béton de ciment, couramment appelé « béton », est un mélange de ciment, de granulats, d'eau et d'adjuvants.
Dénomination particulière des bétons de ciment
- béton armé : matériau composite, composé d'une armature en acier recouverte de béton ;
- béton extrudé : en technique routière, le béton extrudé est un béton coulé en place à l'aide de machines à coffrages glissants, dénommées machines à extruder ou extrudeuses. Il permet de réaliser des murets de sécurité, des bordures et des dispositifs de retenue sur des linéaires importants ;
- béton projeté ou gunite : béton propulsé, après malaxage, sur un support sous forme de jet ;
- béton autoplaçant : béton de ciment capable, sous le seul effet de la pesanteur, de se mettre en place dans les coffrages même les plus complexes et très encombrés sans nécessiter pour autant des moyens de vibration afin de consolider le mélange avec comme résultat un produit très homogène ;
- béton cellulaire : bloc isolant réalisé en autoclave ;
- béton cyclopéen : béton contenant des gros blocs de pierre, des moellons, des galets, etc. ;
- béton hautes performances : béton caractérisé par une très forte résistance à la compression ;
- béton translucide : matériau de construction en béton ayant la propriété de transmettre la lumière due à des éléments optiques intégrés ;
- bloc de béton : élément de maçonnerie moulé ;
- béton désactivé, dit aussi béton dénudé : nom donné à un béton dont la surface laisse apparaitre les granulats de couleur. Il est obtenu par pulvérisation d'un désactivant sur la surface fraiche d'un béton au moment de son coulage[21]. Ensuite, une fois séché, un rinçage à haute pression de la surface fait apparaitre les granulats[21]. Gardant la résistance du béton, il peut-être décoratif, coloré, et ce traitement lui confère des propriétés antidérapantes[22].

### Béton bitumineux
Le béton bitumineux (aussi appelé enrobé bitumineux) est composé de différentes fractions de gravillons, de sable, de filler et de bitume employé comme liant. Il constitue généralement la couche supérieure des chaussées (couche de roulement). L'enrobé est fabriqué dans des usines appelées « centrales à enrobés », fixes ou mobiles, utilisant un procédé de fabrication continu ou par gâchées. Il est mis en œuvre à chaud (150 °C environ) à l'aide de machines appelées « finisseurs » qui permettent de le répandre en couches d'épaisseur désirée. L'effet de « prise » apparaît dès le refroidissement (< 90 °C), aussi est-il nécessaire de compacter le béton bitumineux avant refroidissement en le soumettant au passage répété des « rouleaux compacteurs ». Contrairement au béton de ciment, il est utilisable presque immédiatement après sa mise en œuvre.
Le bitume étant un dérivé pétrolier, le béton bitumineux est sensible aux hydrocarbures perdus par les automobiles. Dans les lieux exposés (stations services) on remplace le bitume par du goudron. Le tarmacadam des aérodromes est l'appellation commerciale d'un tel béton de goudron (rien à voir avec le macadam, dépourvu de liant).

### Autres bétons
Le béton de chanvre est un béton isolant mêlant de la chaux formulée à de la chènevotte — du chanvre textile, chanvre industriel ou chanvre agricole — mis en œuvre sous forme de blocs préfabriqués, conglomérat isolant banché, ou projeté.
Le béton de copeaux est un mélange de copeaux de bois issu de scierie liés par de la chaux et/ou du ciment. Son avantage est son très faible cout découlant des copeaux de bois souvent mis à disposition gratuite par les scieries en tant que rebut. Ses performances isolantes sont équivalentes au béton de chanvre. Il peut aisément être mis en œuvre au niveau individuel et proposé aussi sous forme de briques ou panneaux prêts à l'emploi.
Le béton de mâchefer est constitué de granulats de type mâchefer, liés avec de la chaux et/ou du ciment. Prôné par l'architecte Tony Garnier, il eut son heure de gloire dans la première moitié du xxe siècle, notamment pour la réalisation du stade de Gerland et du quartier des États-Unis.
Le béton tendre est un béton composé issu d'un mélange de ciment Portland et de granulats de roches tendres (calcaire, tourbe ou argile consolidés), donnant au béton une consistance plutôt molle.

## Impact environnemental
La bétonisation, l'action d'urbaniser à l'excès une zone caractérisée par le développement de surfaces minérales du type béton, asphalte, pierre ou acier, a des conséquences néfastes sur l'environnement et les paysages. La consommation spatiale qu'implique la bétonisation se fait au détriment des espaces naturels et des terres agricoles ; elle induit une imperméabilisation des sols. L'objectif de zéro artificialisation nette devrait conduire à une réorientation de l'emploi du béton vers les surélévations du bâti et vers la rénovation de l'existant. 

### Consommation d'énergie
Le gros de la consommation d’énergie due au béton provient d'activités consommatrices d’énergie qui entraînent une émission plus ou moins forte de CO2 :
- l'acheminement (dérivés du pétrole pour le transport en camion du béton ou des matières premières) ;
- la confection (dans le cas du béton de ciment, mazout ou autre combustible pour cuire la roche en ciment) ;
- la consommation électrique pour brasser mécaniquement de grandes quantités de béton.

Si la consommation d'énergie est importante pour du béton de ciment ou du béton bitumineux, l'énergie grise du bloc de chanvre (énergie nécessaire à l’ensemble de la fabrication d’un produit) est inférieure à tous les autres matériaux isolants dans la masse (un rapport de 4 par rapport à la brique terre cuite et 3 par rapport au béton cellulaire).

### Émissions de gaz à effet de serre
L'impact carbone varie fortement selon le type de béton (la résistance à la compression, Ccylindre/cube, dépend directement de la teneur en ciment) et de ciment utilisé : de 95 kg CO2 eq /m3 pour un béton C25/30 à base de CEM III/B, à 396 kg CO2 eq /m3 pour un béton C60/75 à base de CEM I.
En 2022, l'empreinte carbone du béton provient principalement de l'utilisation de ciment Portland dans les bétons courants. La production de ciment Portland nécessite la décarbonatation du calcaire, une réaction grande émettrice de CO2. En outre, la température très élevée de 1 450 °C indispensable au déroulement des réactions chimiques en phase pâteuse pour produire le clinker implique une consommation élevée de combustibles fossiles. La production du clinker (qui après broyage donne le ciment Portland) est responsable de plus de 5 % des émissions de CO2, le principal gaz à effet de serre responsable du réchauffement climatique.
Certains travaux tentent d'évaluer la quantité de CO2 que le béton pourrait réabsorber au cours de sa durée de vie. Ainsi, selon une étude aux conclusions optimistes, jusqu'à 40 % du CO2 émis par la production de ciment, de 1913 à 2013, aurait été ainsi capturé. Malheureusement, cela revient à ignorer la croissance exponentielle de la production de ciment, surtout depuis que la Chine a rejoint l'organisation mondiale du commerce (OMC). Ces études soulignant les mérites de la « carbonatation » ne prennent pas en compte le décalage temporel et la différence des échelles de temps entre le moment des émissions de CO2 et sa recapture. Le même constat (déphasage et non adéquation des processus) est également valable pour la compensation carbone en décidant de planter des arbres ou de modifier l'occupation des sols (cf. Félix Lallemand et Jonathan Guyot[réf. nécessaire]). La carbonatation des matériaux contenant du ciment ne semble apporter qu'une contribution minime à la réduction de leur empreinte carbone lors de l'analyse de leur cycle de vie.

### Vide juridique autour du «béton bas carbone»
Si des solutions de « béton bas carbone » sont de plus en plus mises sur le marché par les cimentiers, le terme « béton bas carbone » ne fait pas l’objet d’une définition officielle s’appuyant sur un cadre normatif ou réglementaire. Ainsi, de nombreux vides juridiques permettent des abus concernant le calcul du bilan carbone des laitiers et autorisent la délocalisation des émissions de CO2. Dans le dernier cas, des entreprises comme Lafarge-Holcim ou la start-up Cem'In'Eu importent du clinker depuis le Maroc ou la Turquie, pays où le bilan carbone n'est pas établi. Le ciment composé de ce clinker peut ensuite être commercialisé légalement dans l'Union européenne sous l’appellation bas carbone en évitant les contraintes réglementaires du marché européen du CO2,,,.

### Consommation de ressources naturelles

#### Disparition du sable
Dans le cas du béton de ciment, la quête perpétuelle d’agrégats adaptés dont le sable a conduit à la surexploitation de 75 % des plages de la planète, détruisant nombre d'écosystèmes littoraux.

### Durabilité
« Il convient de ne pas assimiler la durabilité d'un produit de construction à celle de l'ouvrage. En effet, il est inutile de formuler un béton intrinsèquement durable, si sa mise en œuvre au sein de la structure n'est pas conforme aux règles de l'art et si les diverses sollicitations auxquelles il est soumis n'ont pas été correctement appréciées, ce qui conduirait à ce que l'ouvrage ne remplisse pas durablement sa fonction pendant sa durée de service requise. »

— Infociment

« Un béton durable est un béton compact (présentant une faible porosité) dont les constituants de qualité ont été bien choisis conformément aux normes. »

— Infociment
La durabilité du béton est définie par la norme NF X60-500 — Terminologie relative à la fiabilité – Maintenabilité – Disponibilité. Octobre 1988 —:

« l‘aptitude d’un bien à accomplir une fonction jusqu’à ce qu’un état limite soit atteint »

— LERM
Certaines attaques réduisent la durabilité du béton : la carbonatation, la corrosion des armatures (danger majeur pour la durabilité des ouvrages en béton armé), les chlorures dans le béton, l'eau de mer, la lixiviation, l'alcali-réaction (ou ASR pour alkali silica reaction), la réaction sulfatique interne, le gel et le dégel, l'écaillage du béton.